# Johann Frisch (Pastor)
Johann Frisch (* 12. März 1636 in Hamburg; † 30. August 1692 in Altona) war ein deutscher Pastor.

## Leben und Wirken
Johann Frisch war ein Sohn des Hamburger Zuckerbäckers Hinrich Frisch und dessen Ehefrau Anna, geborene Rüter, die in zweiter Ehe den Hamburger Pastor Hinrich von Petkum heiratete. Nach einem Besuch der Gelehrtenschule des Johanneums und ab 1654 des Akademischen Gymnasiums schrieb er sich am 30. April 1656 an der Universität Altdorf ein. Nach der Immatrikulation am 15. Juni 1657 setzte er das Studium in Wittenberg fort. Hier verfasste er offenbar selbst eine Schrift über Waldenser, die er 1659 verteidigte und die danach zwei Mal unter seinem Namen in den Druck ging.
Frisch wurde als Kandidat des Geistlichen Ministeriums in Hamburg aufgenommen, erhielt jedoch keine Pfarrstelle in seiner Heimatstadt, sondern wirkte von 1661 bis zu seinem Lebensende an der neu geschaffenen Stelle des Diakons und Nachmittagspredigers der Altonaer Hauptkirche. Als Erbauungsschriftsteller schrieb er wahrscheinlich eine lyrisch-musikalische Abhandlung über die Passionsgeschichte, bei der es sich vermutlich um ein Oratorium handelte. Alle Werke aus dieser Zeit existieren heute nicht mehr.
Frisch trat auch als Publizist in Erscheinung, was Pastoren seinerzeit eher selten taten. Ab 1673 übernahm er offensichtlich für mehrere Jahre die Redaktion der Altonaischen Relation. Es handelte sich um die älteste Zeitung der Stadt, die der Verleger Heinrich Heuß herausgab. Im Rahmen dieser Tätigkeit entstanden als Frischs Hauptwerk Erbauliche Ruhestunden oder Unterredungen, darin allerhand nützliche und erbauliche Materien abgehandelt werden. Es handelte sich um eine Art Zeitschrift, die von 1676 bis 1680 wöchentlich erschien. Sie umfasste einen Bogen und enthielt in Gesprächsform Informationen über Politik, Geographie und Naturkunde. Frisch agierte selbst als der Gesprächspartner Aphobius, der sich insbesondere mit weitgereisten Kaufleuten unterhielt. Er orientierte sich formal an den Monatsgesprächen von Johann Rist, die ab 1663 erschienen. Während Rist eher Wert auf literarische Vermittlung und Rhetorik legte, wollte Frisch jedoch eher Erfahrungen und praktisches Wissen vermitteln.
Darüber hinaus schrieb Frisch die Erbaulichen Ruhstunden. Es handelte sich um ein Format, das im 18. Jahrhundert als sogenannte Moralische Wochenschriften Verbreitung fand. Mit seiner Kombination aus Erbauungs- und Belehrungsliteratur sprach Frisch keine gelehrten, sondern gebildete bürgerliche Leser an.